# Stichoplastoris denticulatus
Stichoplastoris denticulatus es una especie de araña migalomorfas de la familia Theraphosidae. Es originaria de Costa Rica.  